# Людовик Фуко де Сен-Жермен-Бопре
Людо́вик Фуко де Сен-Жермен-Бопре (фр. Louis Foucault de Saint-Germain-Beaupré; 1616–1659) — військовий та державний діяч Французького королівства, маршал, діяч Фронди.

## Життєпис
Походив зі шляхетського роду Фуко де Сен-Жермен-Бопре з Ла Марш. Син Габріеля Фуко де Сен-Жермен-Бопре, губернатора міста Ла Марш та замку Аргентона, й Жанни Пуссар. Народився 1616 року в замку Крозан. Здобув військову освіту. Відзначився в бойових діях 1630-х років.
Потім перейшов до флоту під орудою Жана Армана де Мейле. Звитяжив під час битви біля Кадіса 1640 року, двох битв біля Картахени (9 серпня та 4 вересня 1643 року) та при облозі Орбетелло 1646 року, дослужившись до віцеадмірала. Під час останньої битви після загибелі де Мейле відвів флот до Бордо. За це був призначений губернатором Бордо та Ла Рошелі. Потім отримав титул графа де Доньйона. 1649 року одружився з представницею роду Фурре де Дамп'єр Марією. Здійснював каперські рейди на іспанські торговельні кораблі.
У 1650 році перейшов на бік фрондерів на чолі із Людовиком Конде. 1653 року замирився з королівським двором та кардиналом Мазаріні. За це отримав звання маршала Франції. Помер 1659 року в Парижі.

## Родина
Дружина — Марія Фурре де Дамп'єр.
Діти:
- 3 сини померли немовлятами
- Луїза (д/н—1709), дружина Мішеля де Кастельно де Мовіз'єр, губернатора Бресту
- Констанція, дружина маркіза Ісаака Рено де Понса